# Ricardo Bastida Bilbao

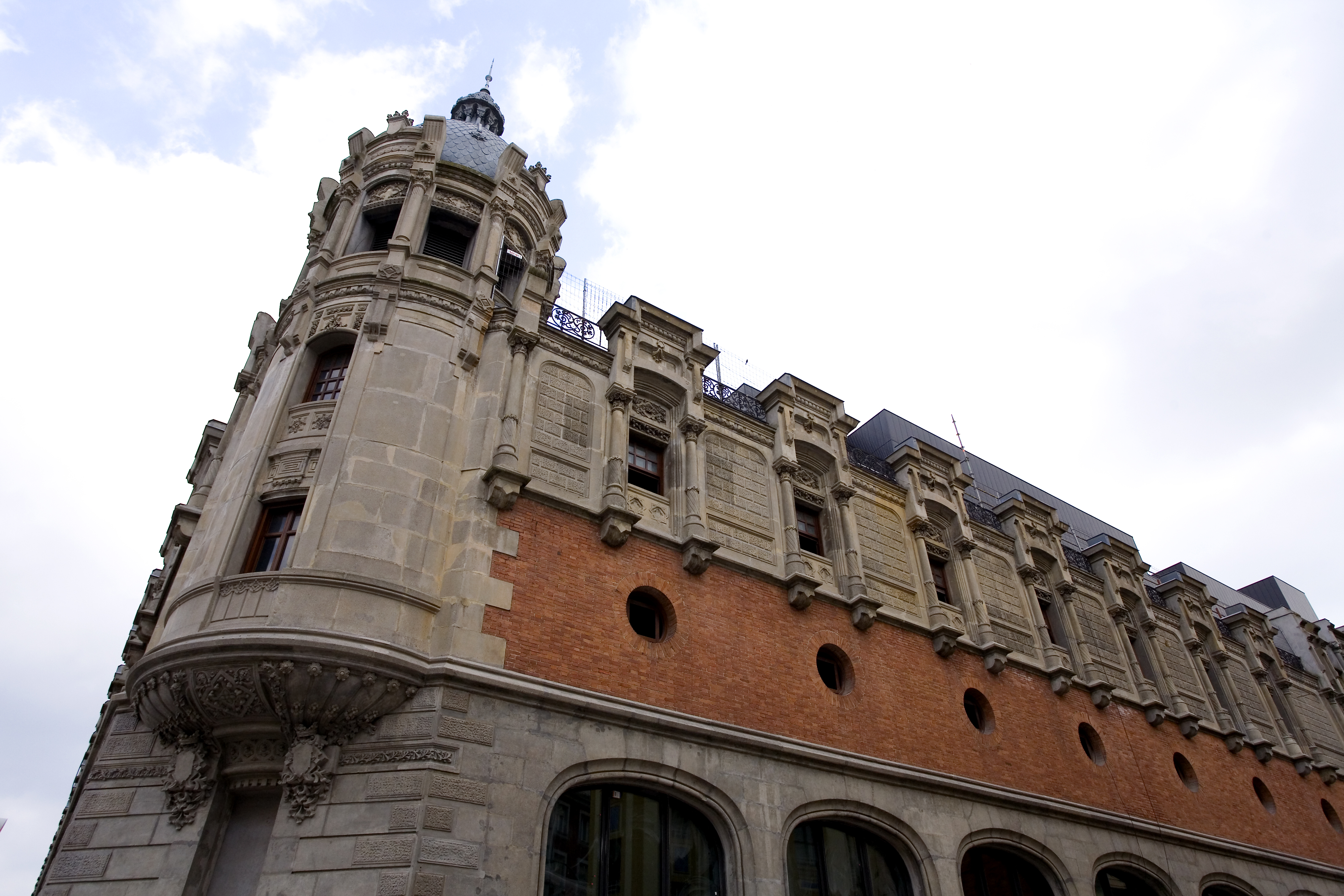
Cantonada de l'Alhóndiga de Bilbao.

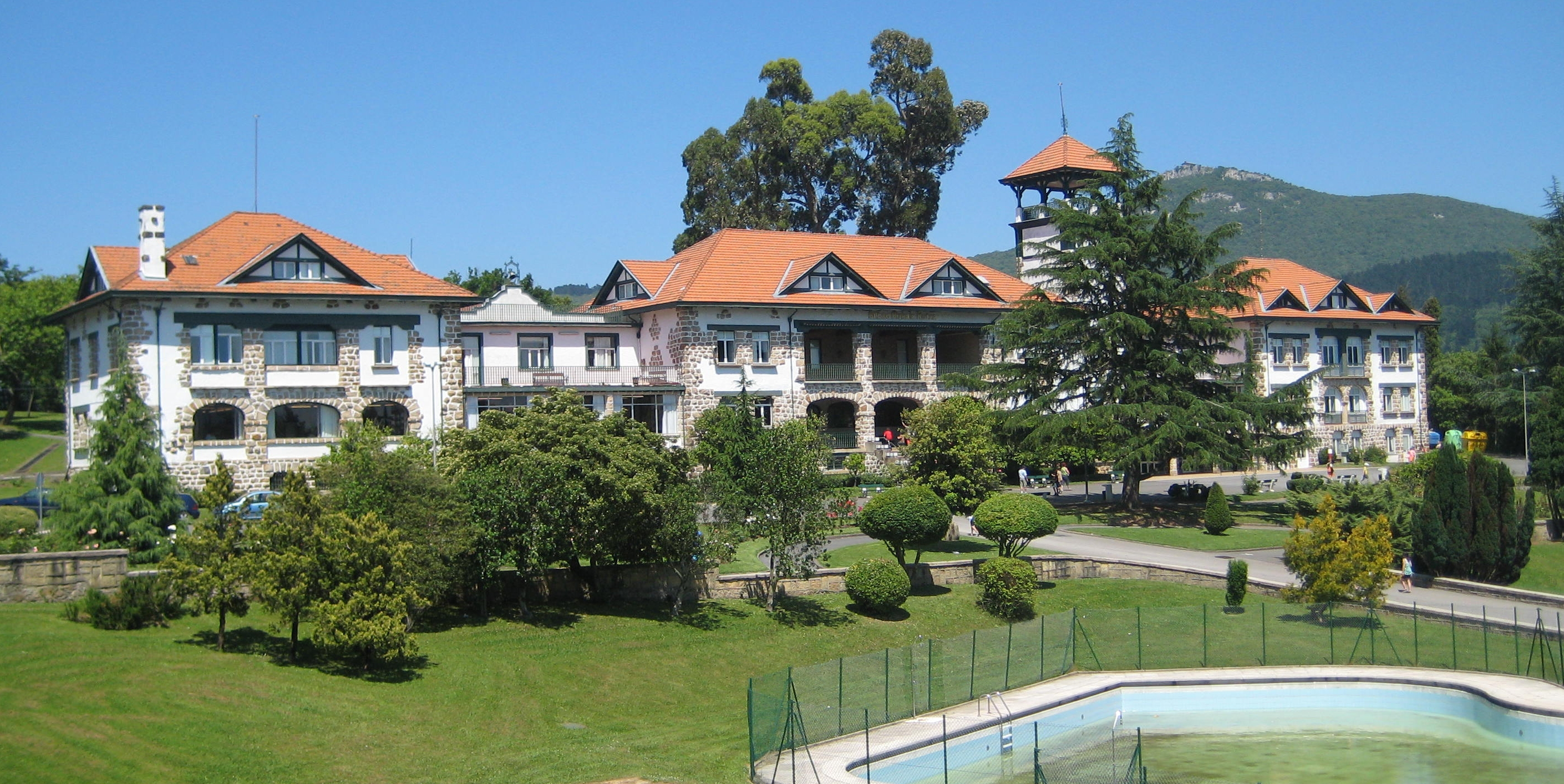
Edifici de les colònies infantils de la Bilbao Bizkaia Kutxa a Sukarrieta.

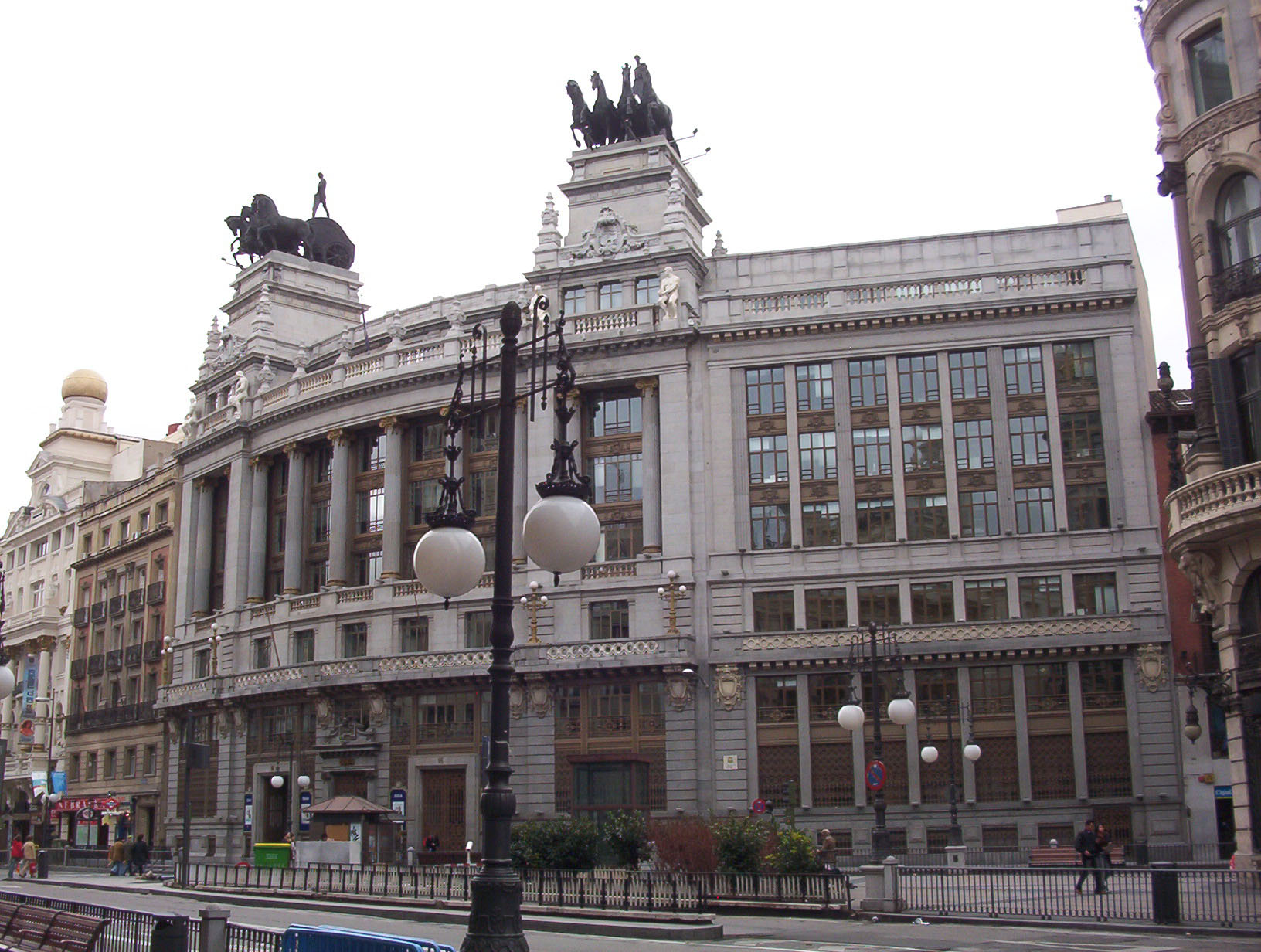
Edifici del Banc de Bilbao en el núm. 16 del carrer d'Alcalá de Madrid.

Ricardo Bastida Bilbao (Bilbao, 1878 - 1953) va ser un arquitecte basc que va realitzar importants obres a Bilbao, així com a Madrid. El 1923 va proposar un pla d'extensió de la capital biscaina fins a la desembocadura de l'Abra, projecte visionari que derivaria en l'actual àrea metropolitana.

## Obres
Entre les seves obres més importants es troben l'Alhóndiga municipal de 1909 i diversos plans d'habitatge als barris bilbains de Solokoetxe, Deusto i Santutxu. Així mateix, va projectar l'edifici del Banc de Bilbao en el núm. 16 de la carrer d'Alcalá de Madrid, construït de 1920 a 1923.
L'agost de 2010 es va incoar l'expedient per incloure en l'Inventari General del Patrimoni Cultural Basc, amb la categoria de Conjunt Monumental, els edificis que actualment alberguen les colònies infantils de la Bilbao Bizkaia Kutxa a Sukarrieta. Aquest conjunt va ser projectat per Bastida en 1925, com una casa per atendre als fills de treballadors del mar. En lloc d'aquest ús, els edificis i el terreny van ser venuts a la Caixa d'Estalvis Municipal i Mont de Pietat de Bilbao, que en el mateix any va instal·lar la Colònia Infantil Mare de Déu de Begoña.
- Casa Cuna (1914)
- Centre de Desinfeccions Municipal (1916)